# Sfântul Sinod al Bisericii Ortodoxe Române
Sfântul Sinod este cea mai înaltă autoritate a Bisericii Ortodoxe Române, pentru toate problemele dogmatice și canonice, precum și pentru cele bisericești de orice natură. Este prezidat de patriarhul României. Sinodul este format din toți mitropoliții, arhiepiscopii, episcopii, episcopii vicari și arhiereii vicari ai Bisericii Ortodoxe Române. Ei se întrunesc de mai multe ori pe an în Palatul Patriarhiei din Dealul Mitropoliei. În prezent numărul membrilor Sfântului Sinod este de 60 de ierarhi. Sinodul Bisericii Ortodoxe Române a luat ființă în anul 1925 ca sinod patriarhal.

## Patriarh

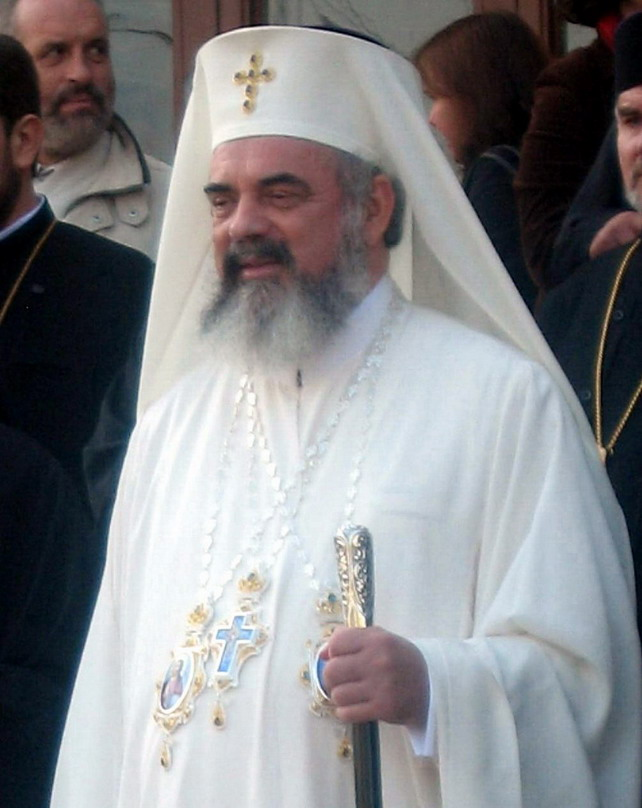
Daniel Ciobotea Arhiepiscop al Bucureştilor, mitropolit al Munteniei şi Dobrogei, locţiitor al Tronului Cezareei Capadociei şi patriarh al Bisericii Ortodoxe Române

## Mitropoliți

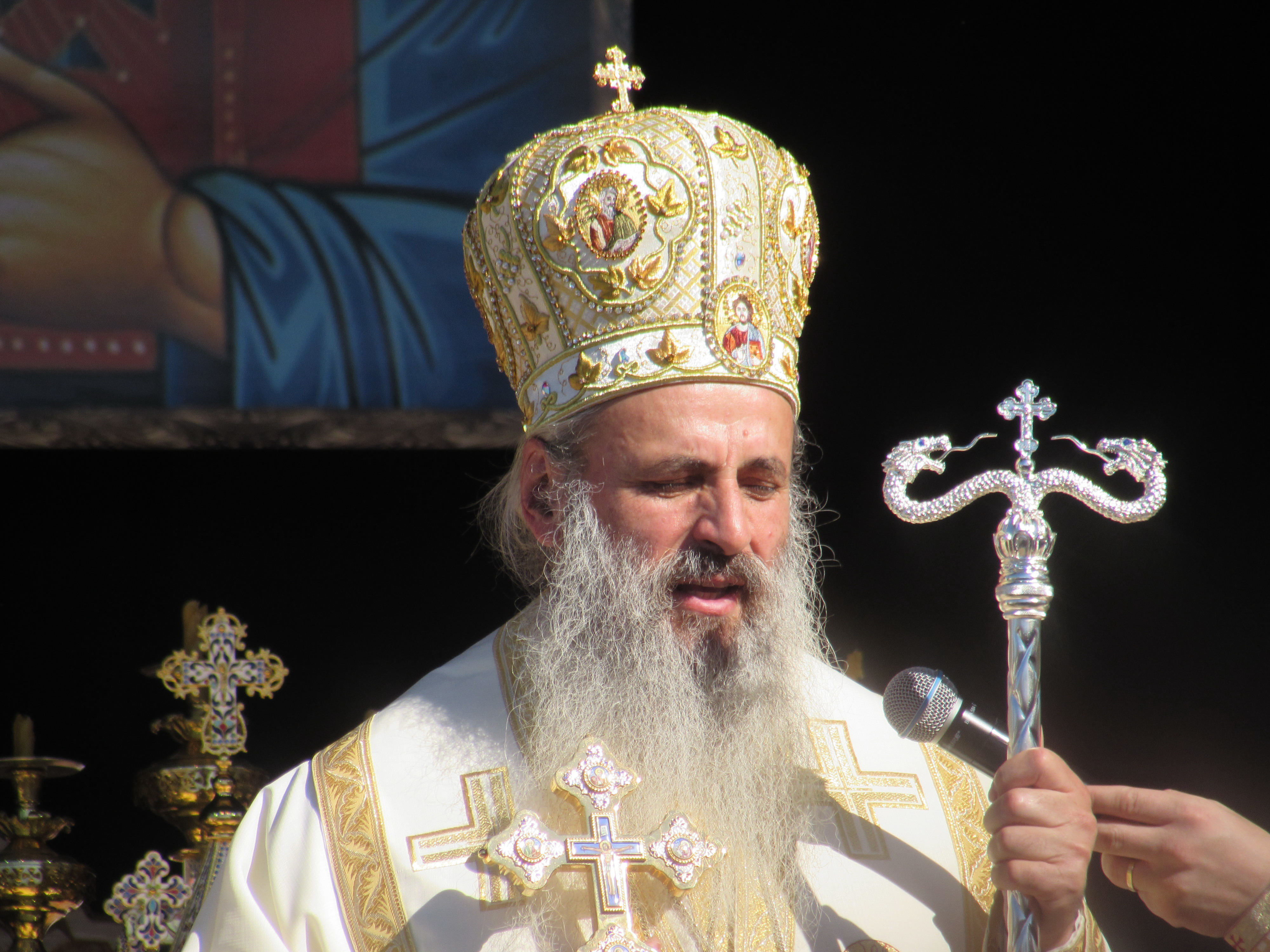
Teofan Savu Arhiepiscop al Iaşilor şi mitropolit al Moldovei şi Bucovinei
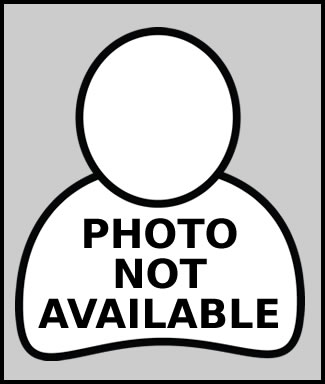
Laurenţiu Streza Arhiepiscop al Sibiului şi mitropolit al Ardealului
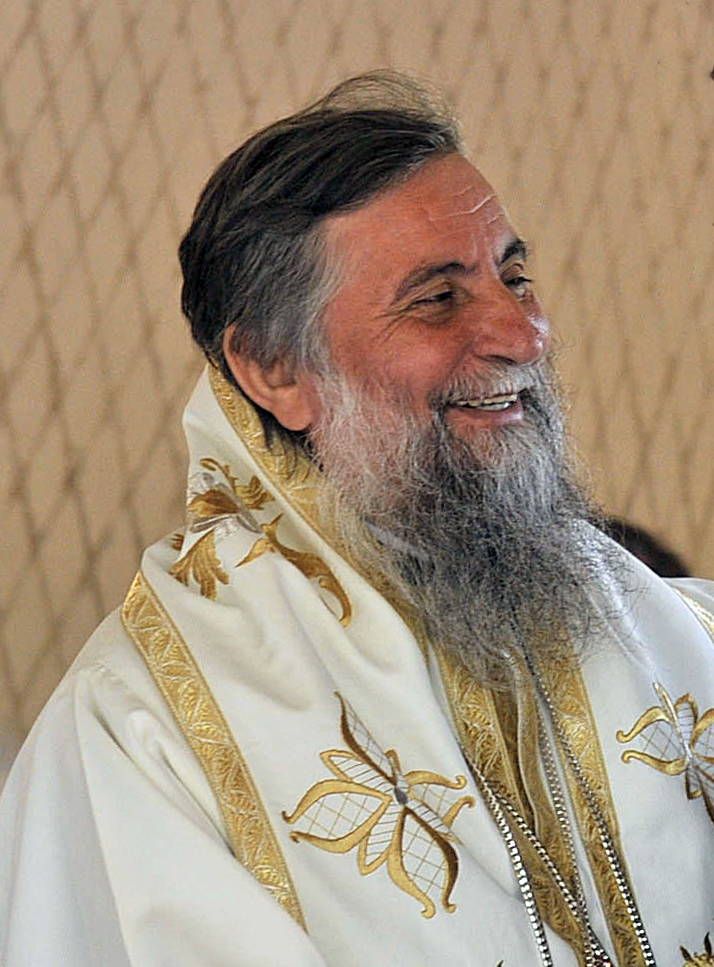
Irineu Popa Arhiepiscop al Craiovei şi mitropolit al Olteniei
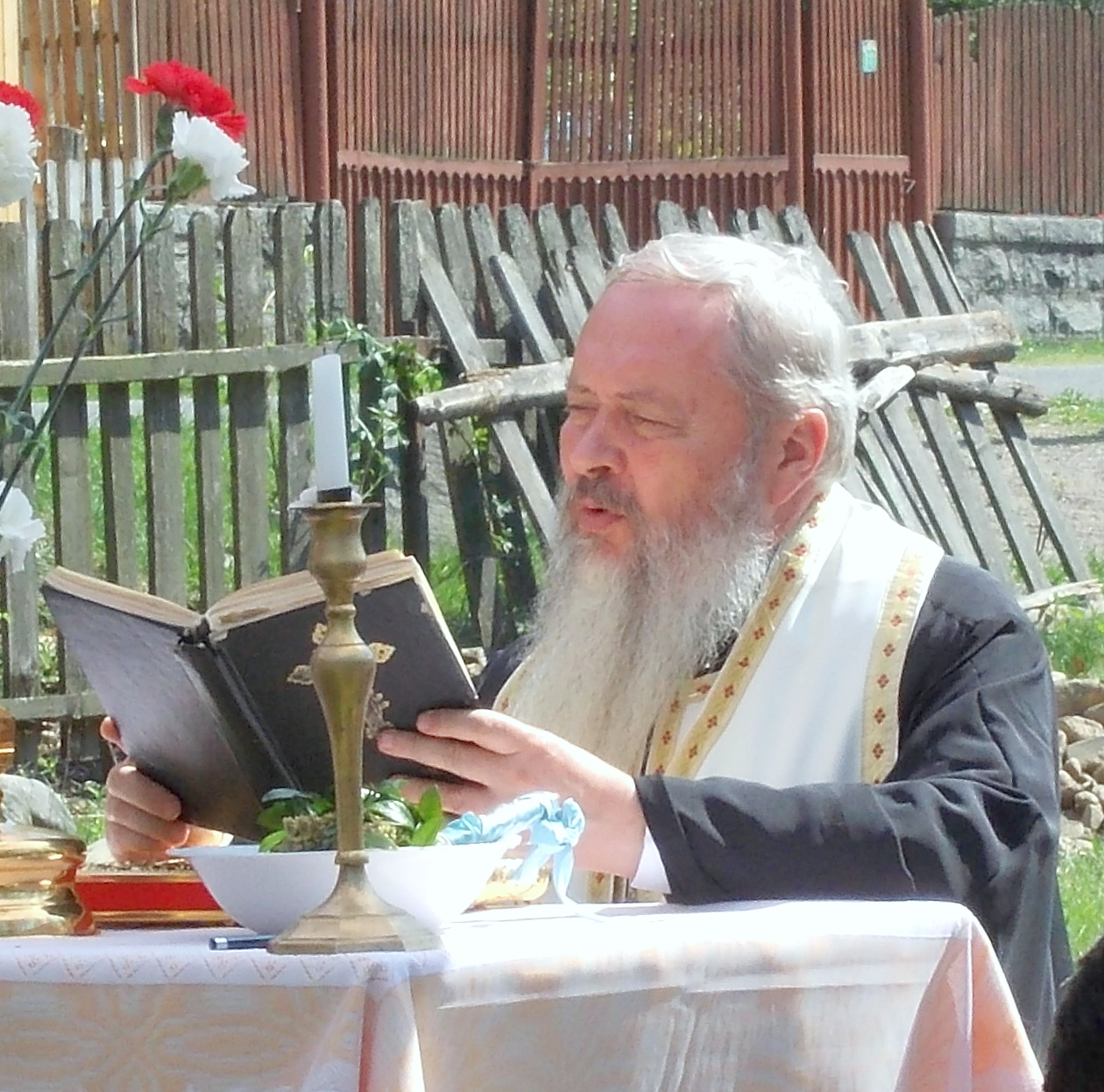
Andrei Andreicuţ Arhiepiscop al Vadului, Feleacului și Clujului şi mitropolit al Clujului, Maramureșului și Sălajului
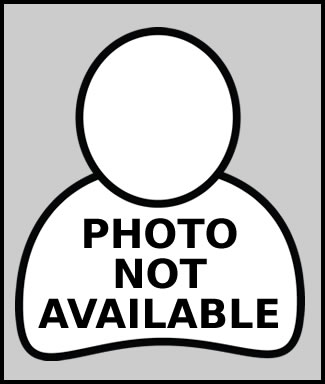
Ioan Selejan Arhiepiscop al Timişoarei şi mitropolit al Banatului
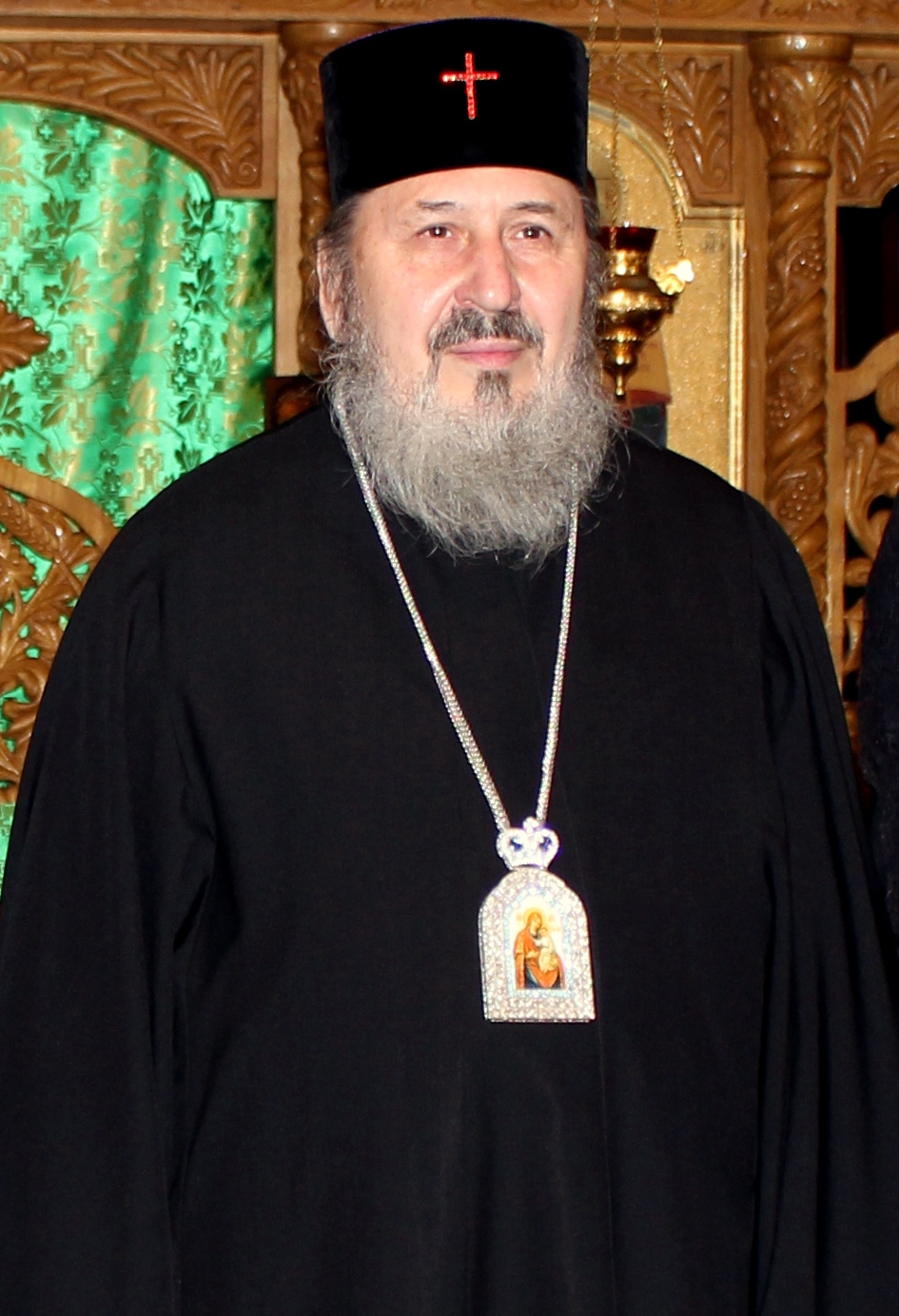
Petru Păduraru Arhiepiscop al Chişinăului, mitropolit al Basarabiei şi exarh al Plaiurilor
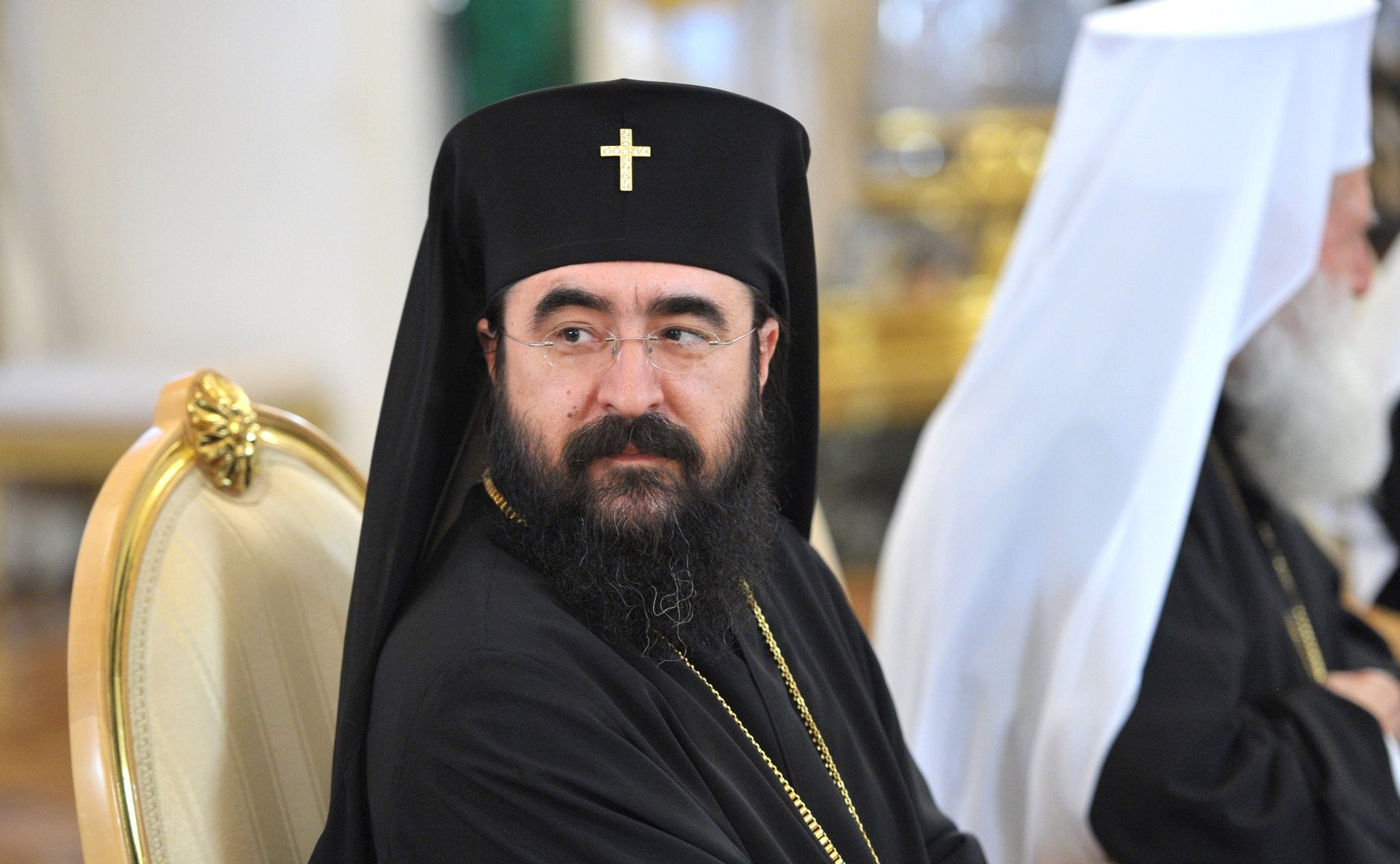
Iosif Pop Arhiepiscop al Arhiepiscopiei Ortodoxe Române a Europei Occidentale şi mitropolit al Mitropoliei Ortodoxe Române a Europei Occidentale şi Meridionale
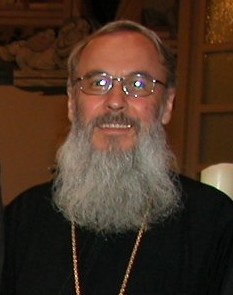
Serafim Joantă Arhiepiscop al Arhiepiscopiei Ortodoxe Române a Germanei, Austriei şi Luxemburgului şi mitropolit al Mitropoliei Ortodoxe Române a Germaniei, Europei Centrale şi de Nord
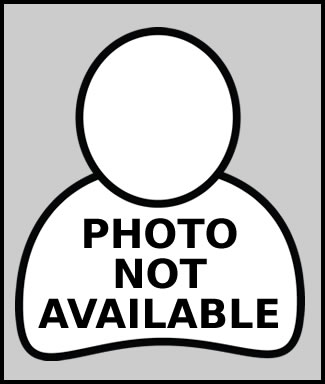
Nicolae Condrea Arhiepiscop al Arhiepiscopiei Ortodoxe Române a Statelor Unite a Americii şi mitropolit al Mitropoliei Ortodoxe Române a celor două Americi
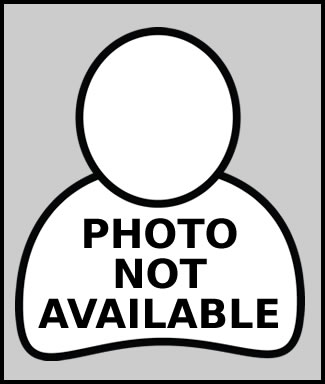
Nifon Mihăiţă Arhiepiscop al Târgoviştei, mitropolit onorific şi exarh patriarhal pentru relaţiile Patriarhiei Române cu instituţiile creştine internaţionale şi cu instituţiile europene

## Arhiepiscopi

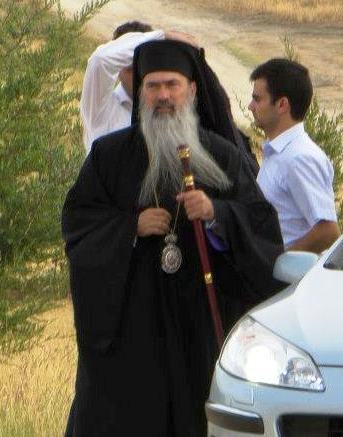
Teodosie Petrescu Arhiepiscop al Tomisului
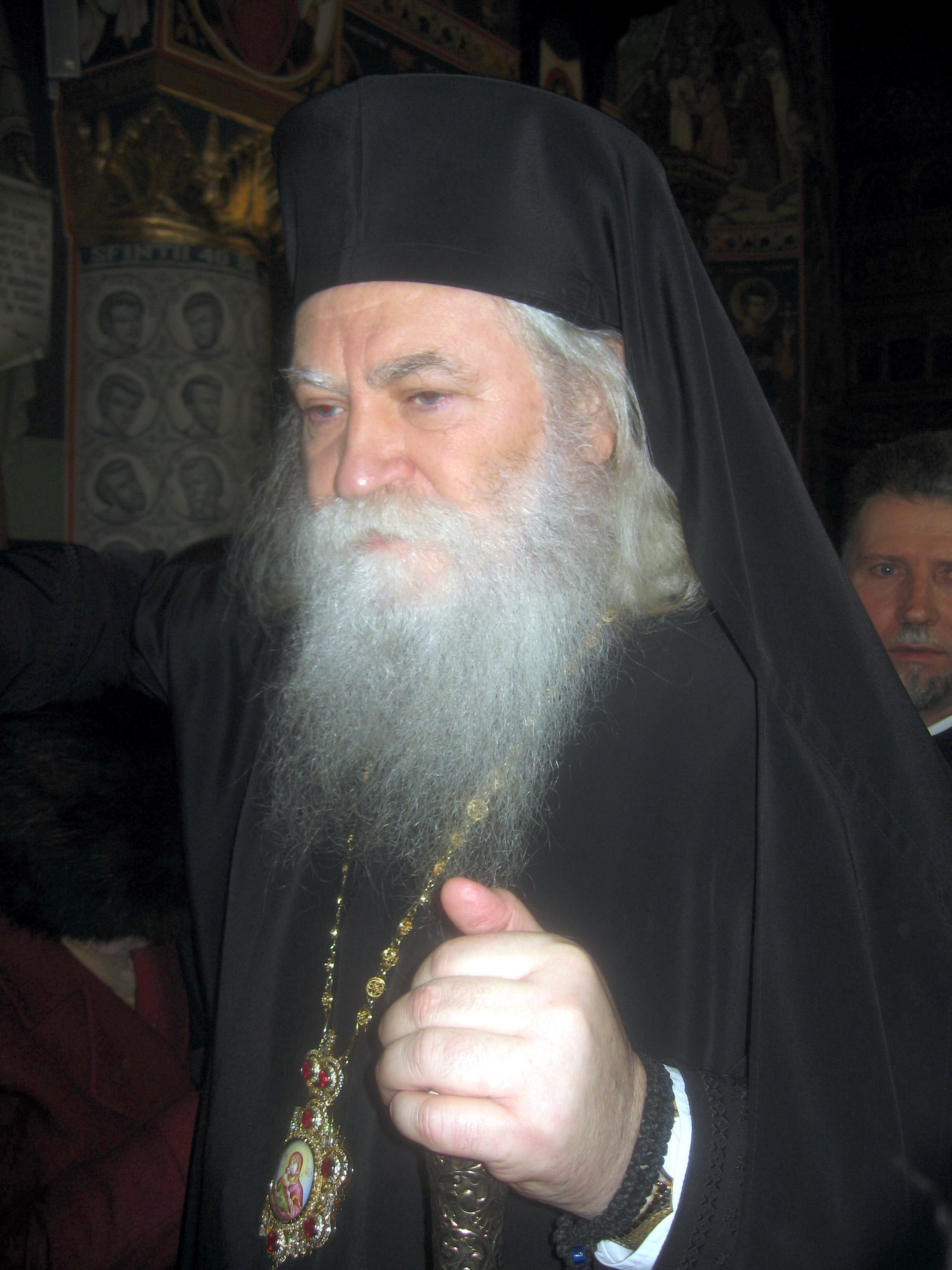
Calinic Dumitriu Arhiepiscop al Sucevei și Rădăuților
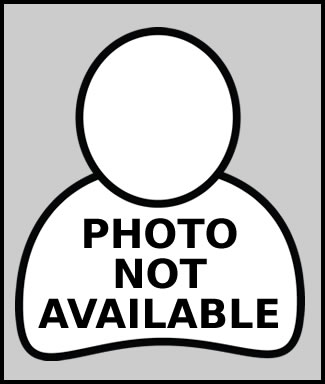
Irineu Pop Arhiepiscop al Alba Iuliei
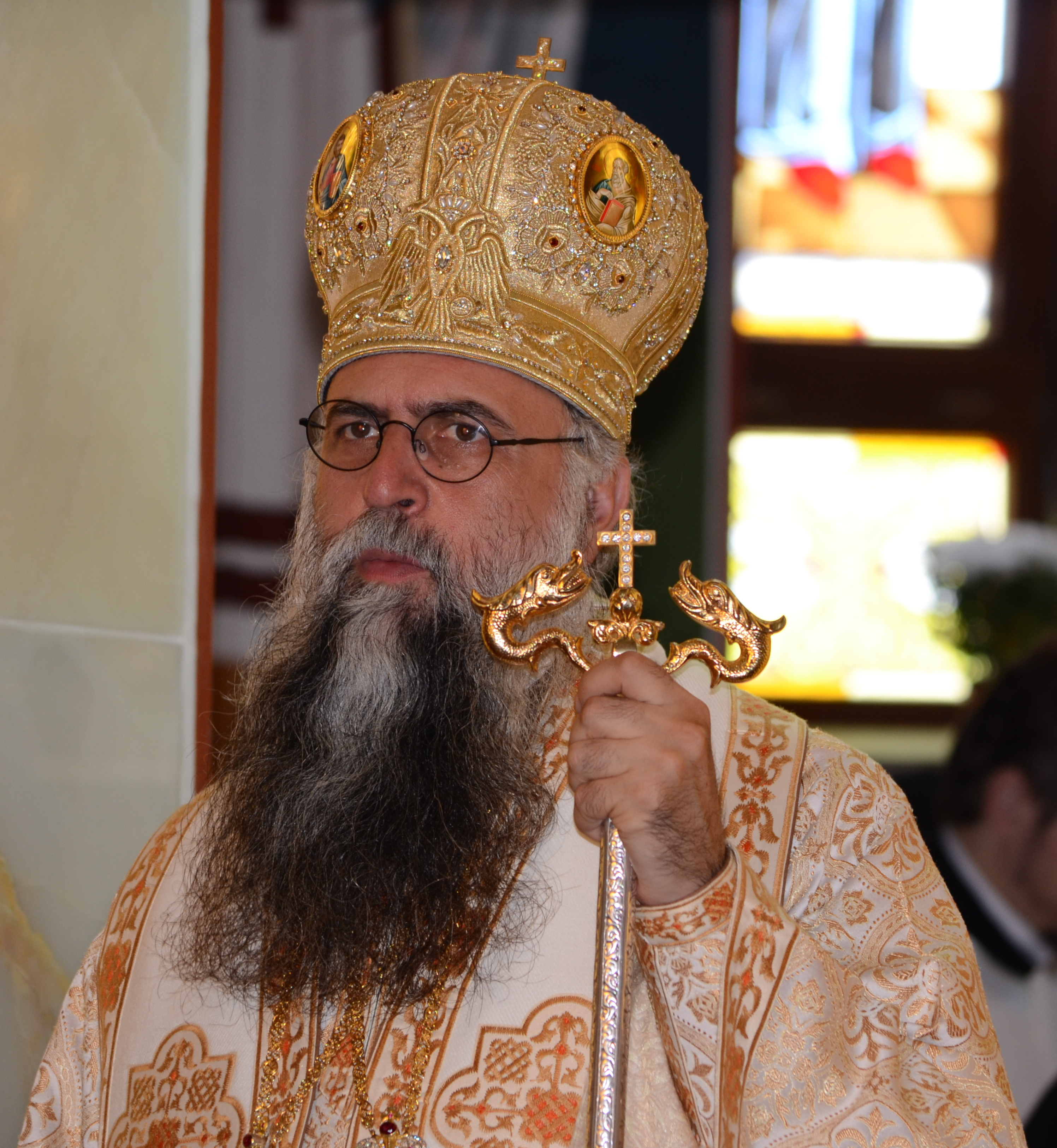
Varsanufie Gogescu Arhiepiscop al Râmnicului
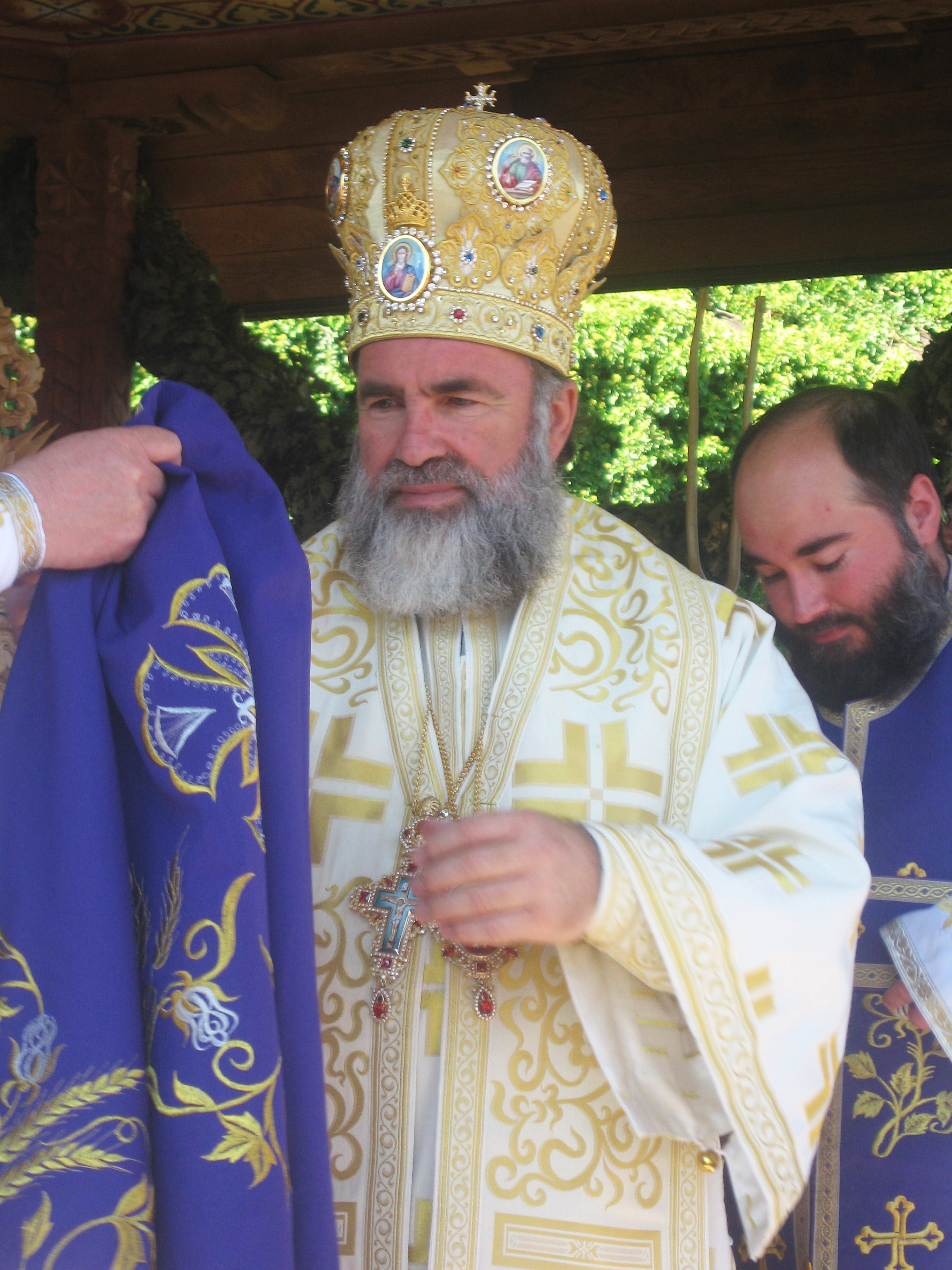
Ioachim Giosanu Arhiepiscop al Romanului și Bacăului
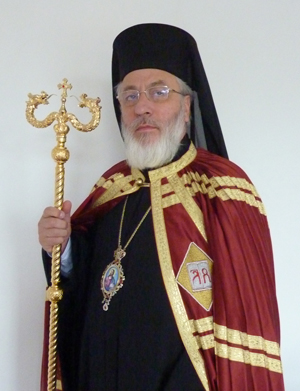
Calinic Argatu Arhiepiscop al Argeșului și Muscelului
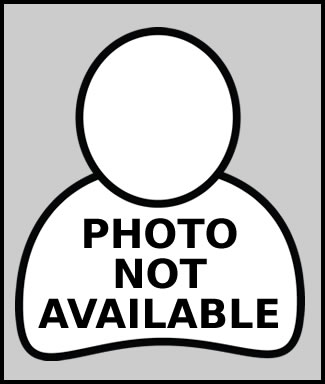
Ciprian Spiridon Arhiepiscop al Buzăului și Vrancei
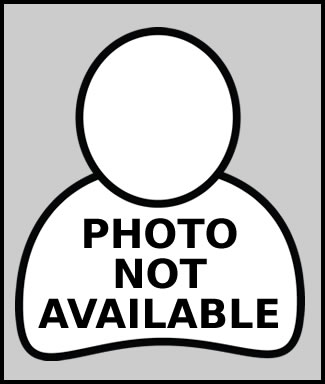
Casian Crăciun Arhiepiscop al Dunării de Jos
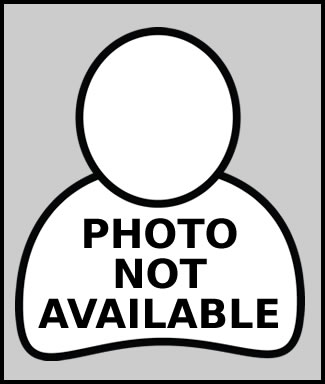
Timotei Seviciu Arhiepiscop al Aradului
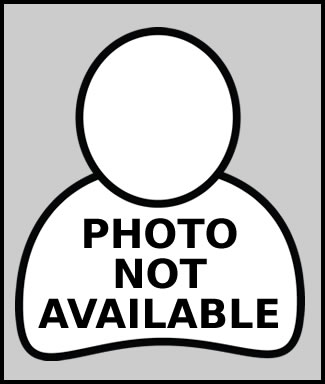
Atanasie Rusnac Arhiepiscop al Arhiepiscopiei Ortodoxe Române a Marii Britanii și Irlandei de Nord

## Episcopi

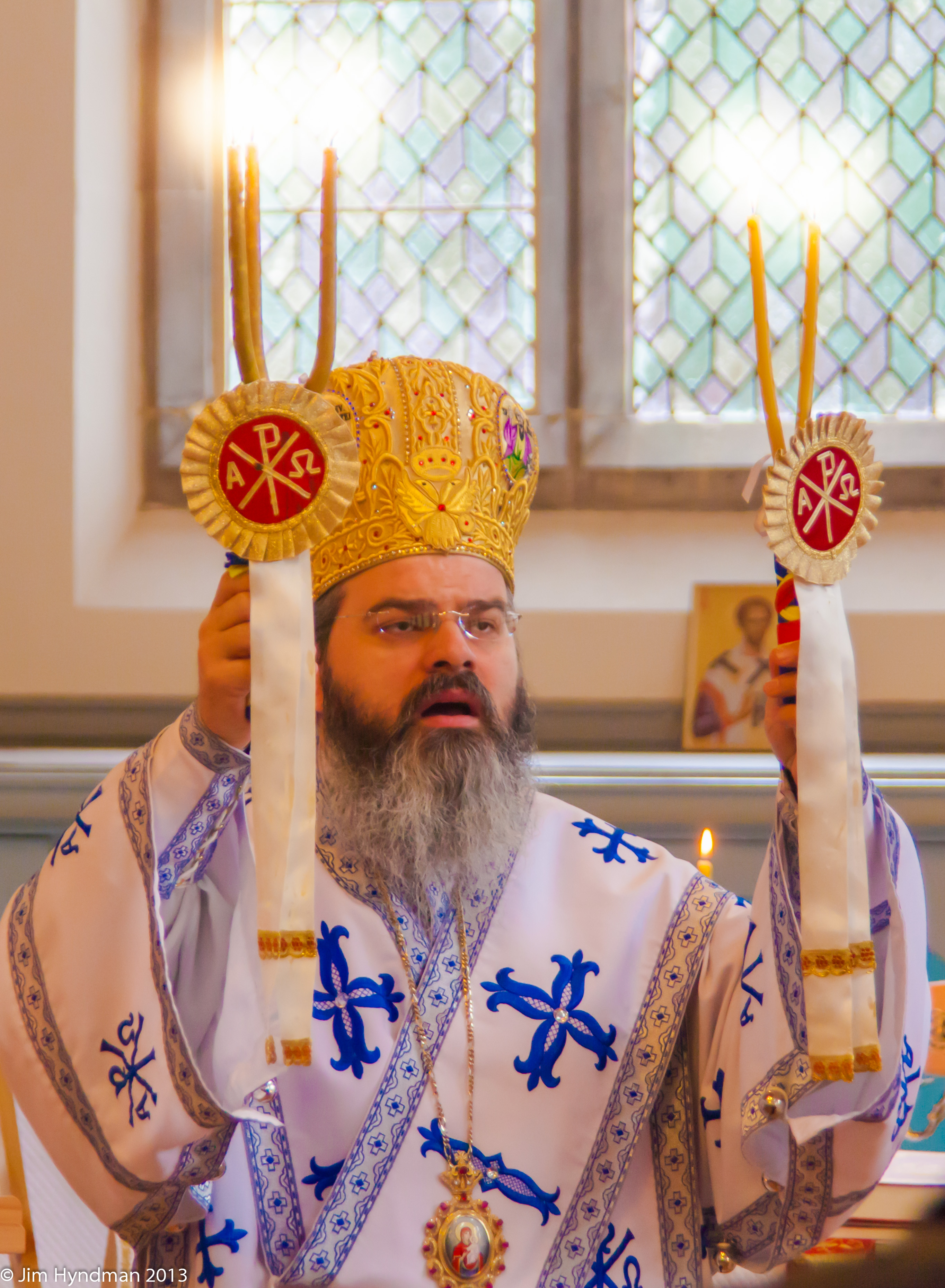
Ignatie Trif Episcop al Hușilor
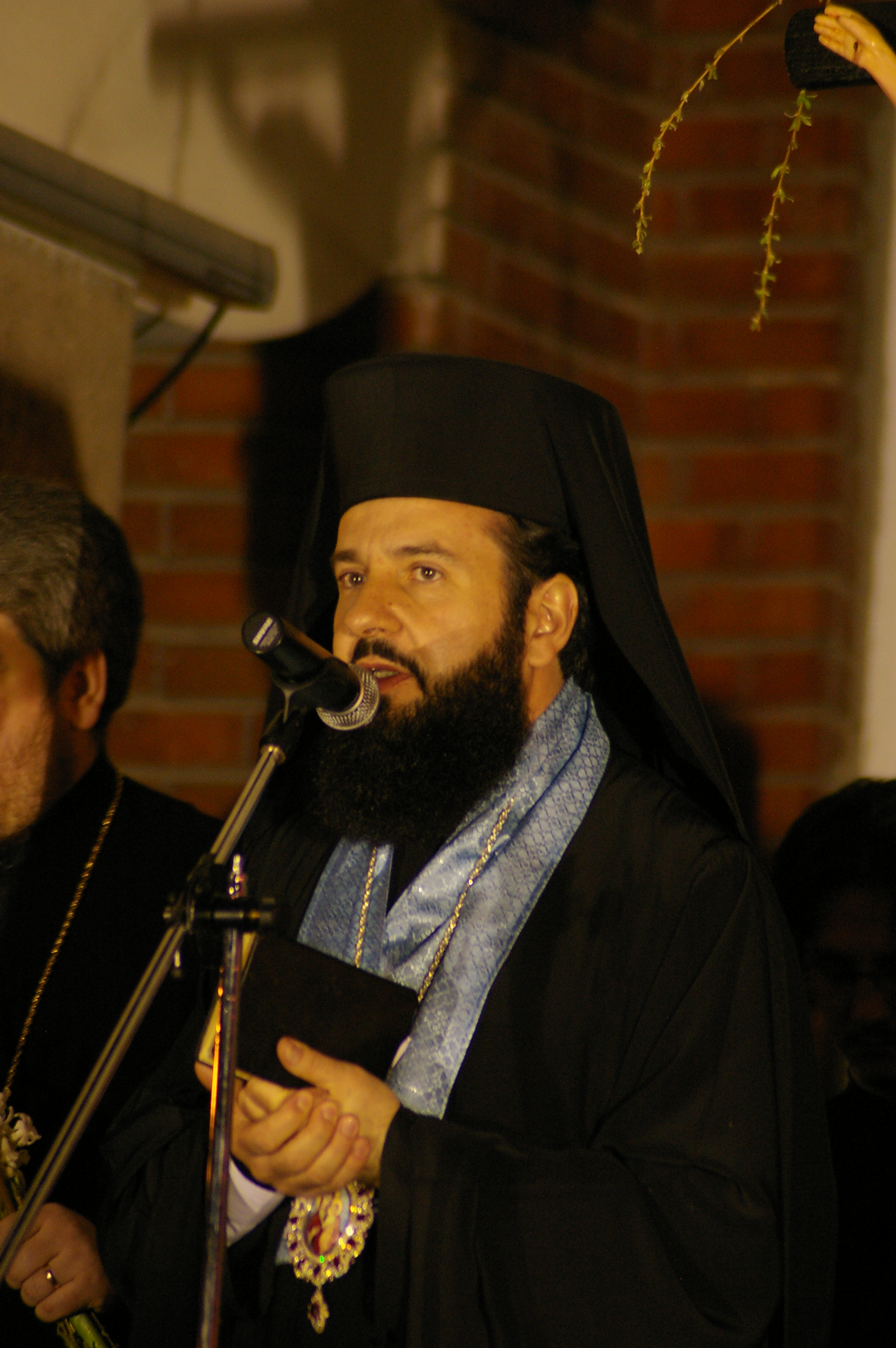
Lucian Mic Episcop al Caransebeşului
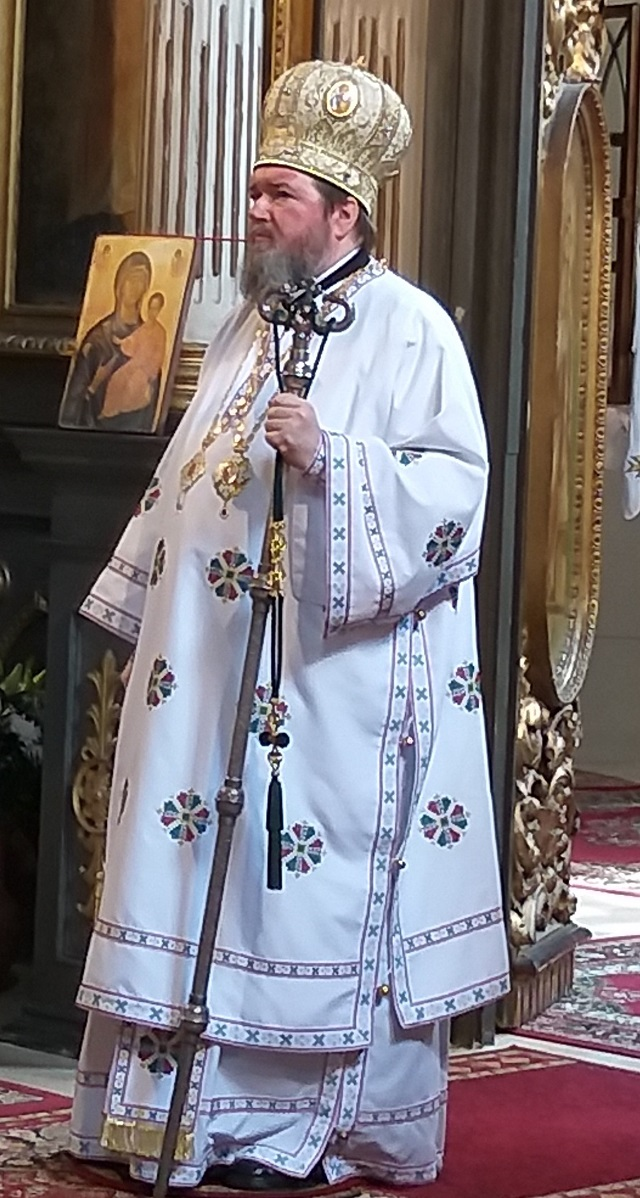
Sofronie Drincec Episcop al Episcopiei Ortodoxe Române a Oradiei
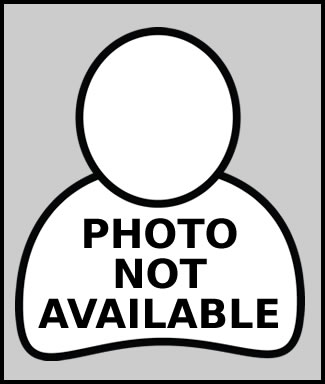
Nicodim Nicolaescu Episcop al Severinului și Strehaiei
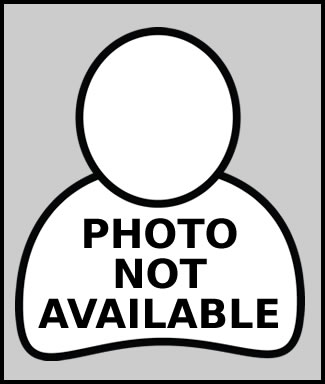
Iustin Hodea Episcop al Maramureșului și Sătmarului
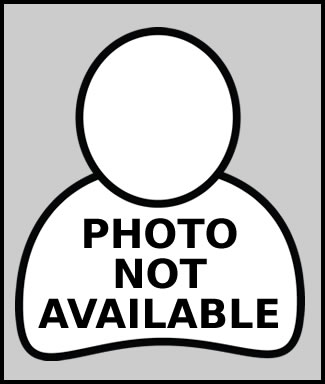
Andrei Moldovan Episcop al Covasnei şi Harghitei
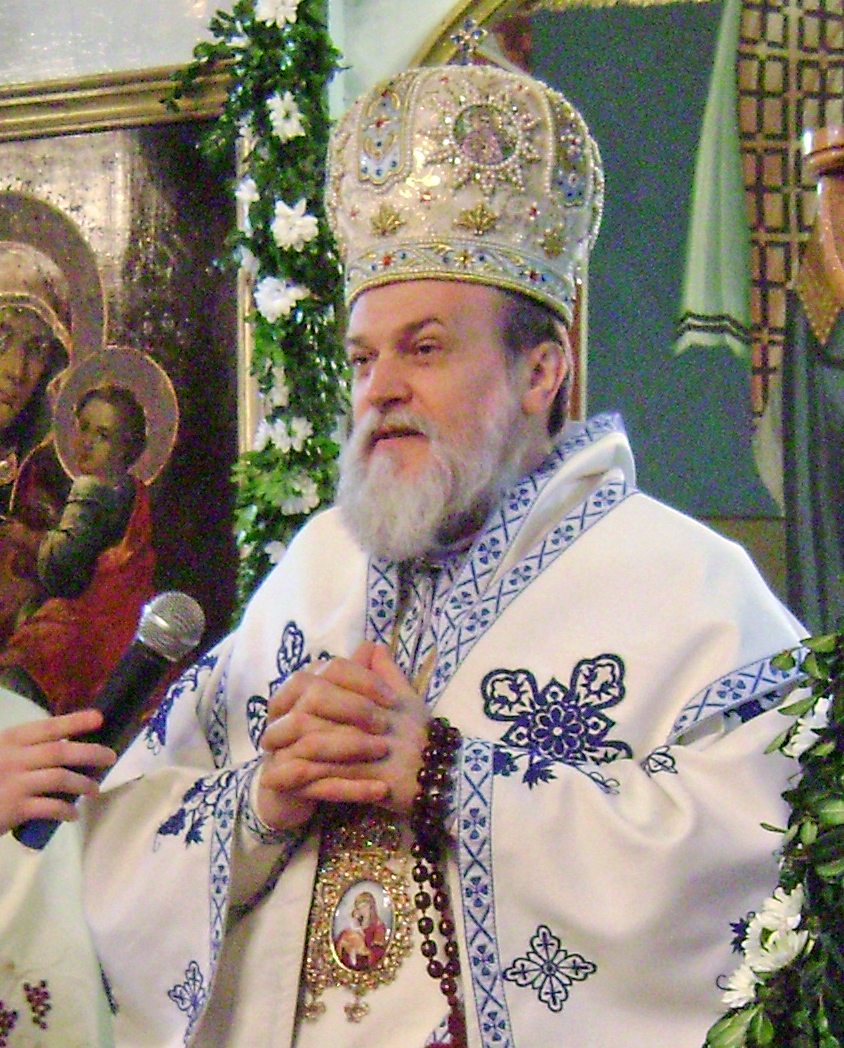
Vincențiu Grifoni Episcop  al Sloboziei și Călărașilor
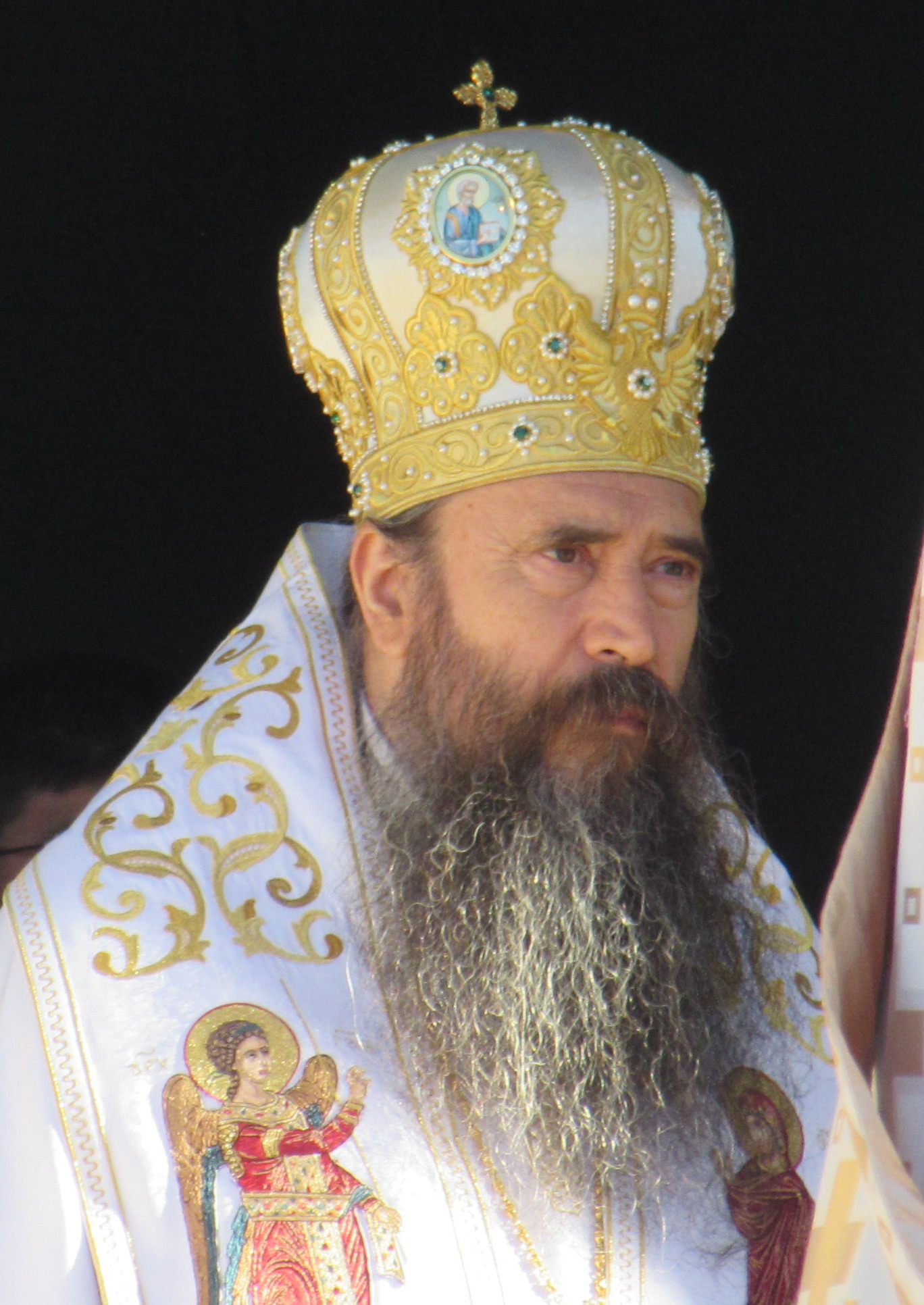
Galaction Stângă Episcop al Alexandriei și Teleormanului
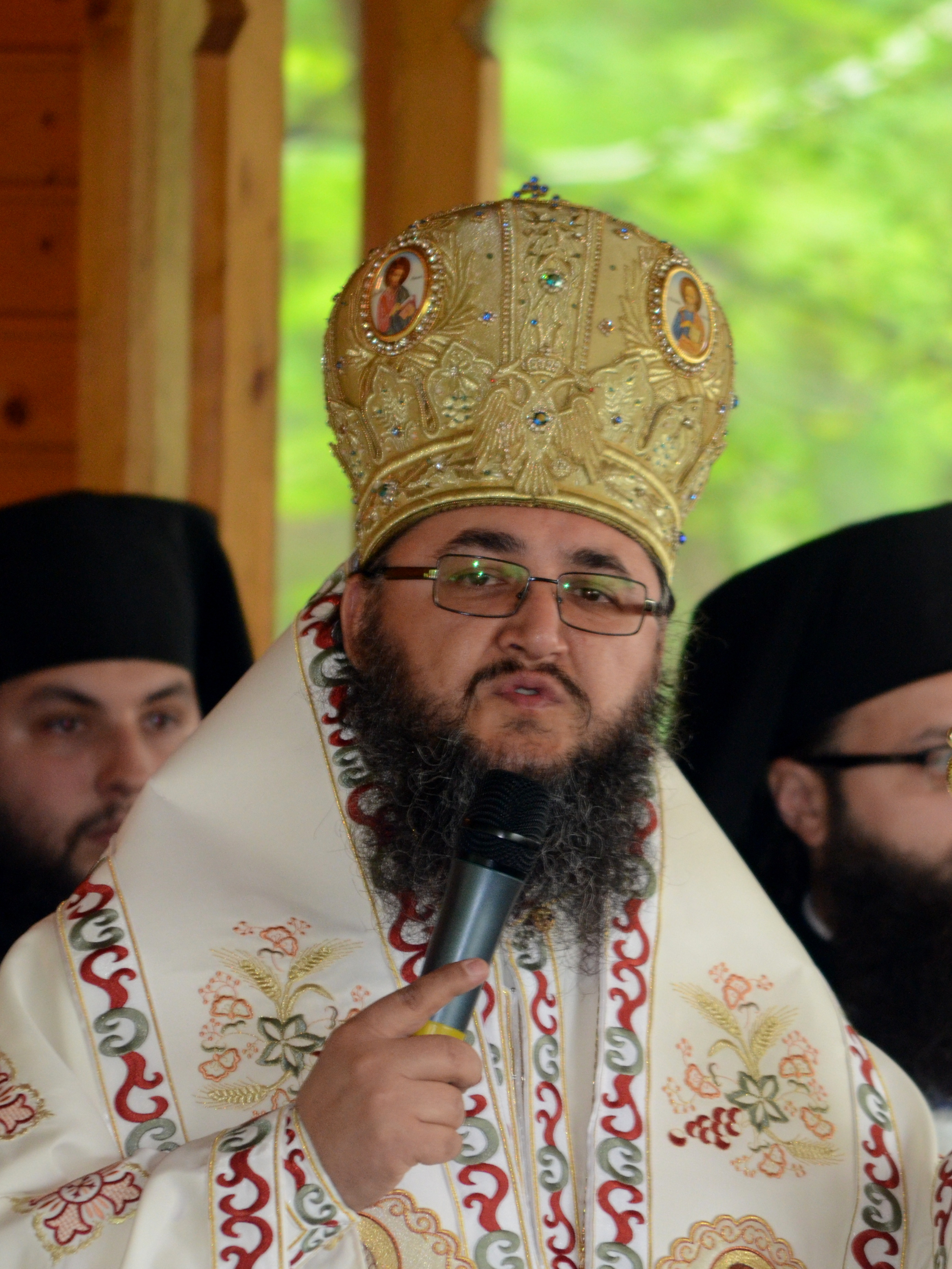
Ambrozie Meleacă Episcop al Giurgiului
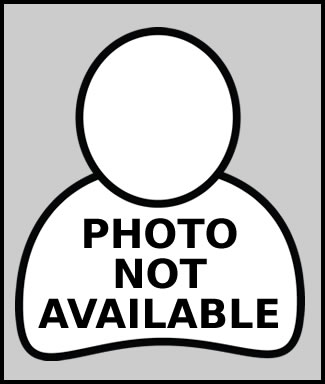
Sebastian Pașcanu Episcop al Slatinei și Romanaților
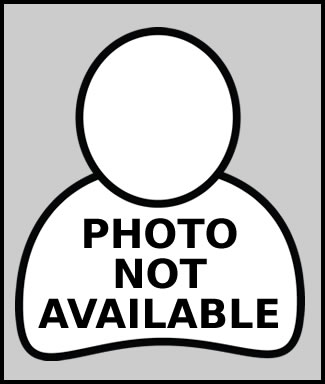
Visarion Bălțat Episcop al Tulcii
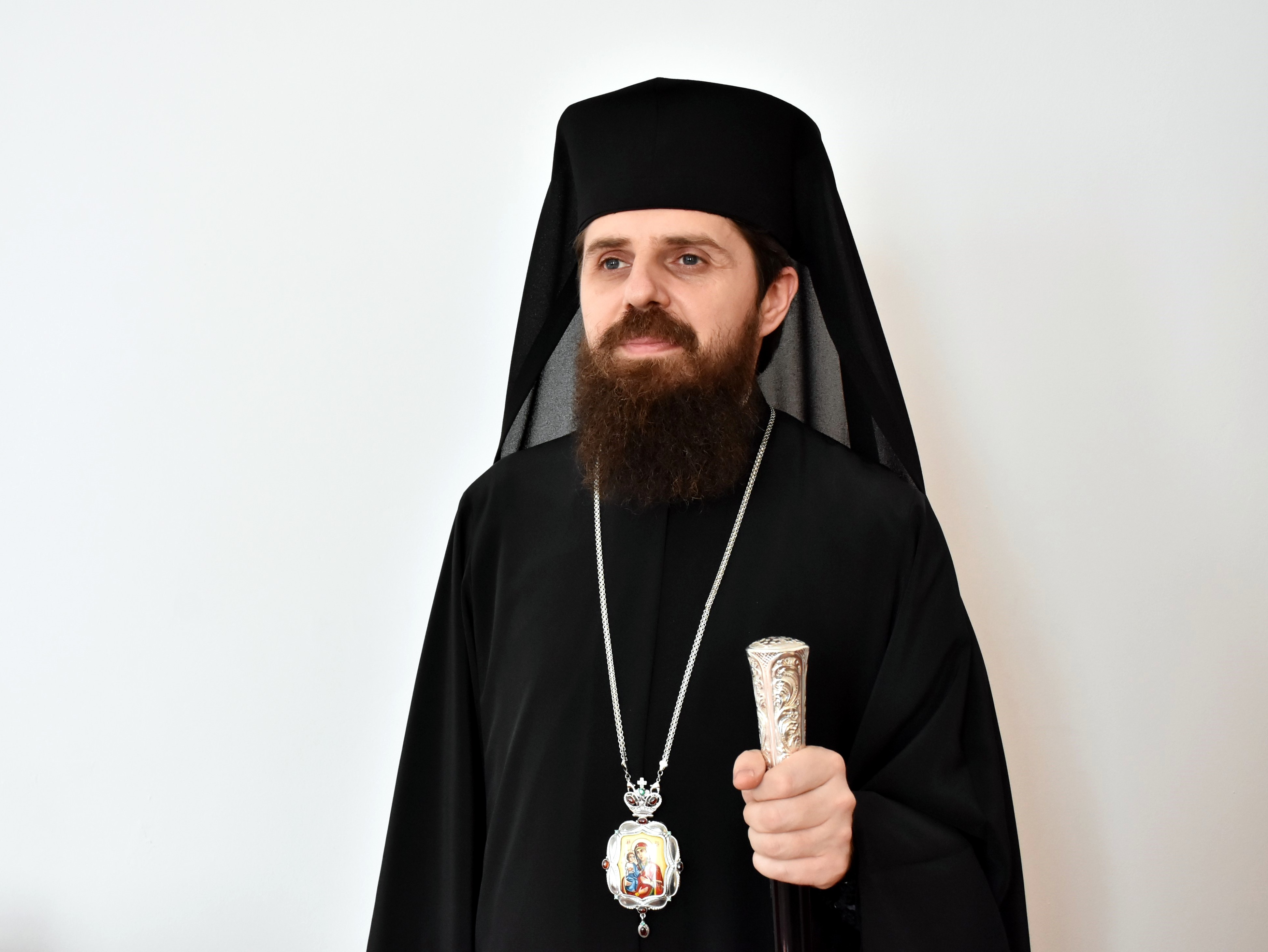
Benedict Vesa Episcop al Sălajului
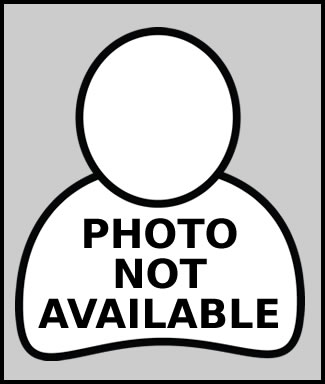
Nestor Dinculeană Episcop al Devei și Hunedoarei
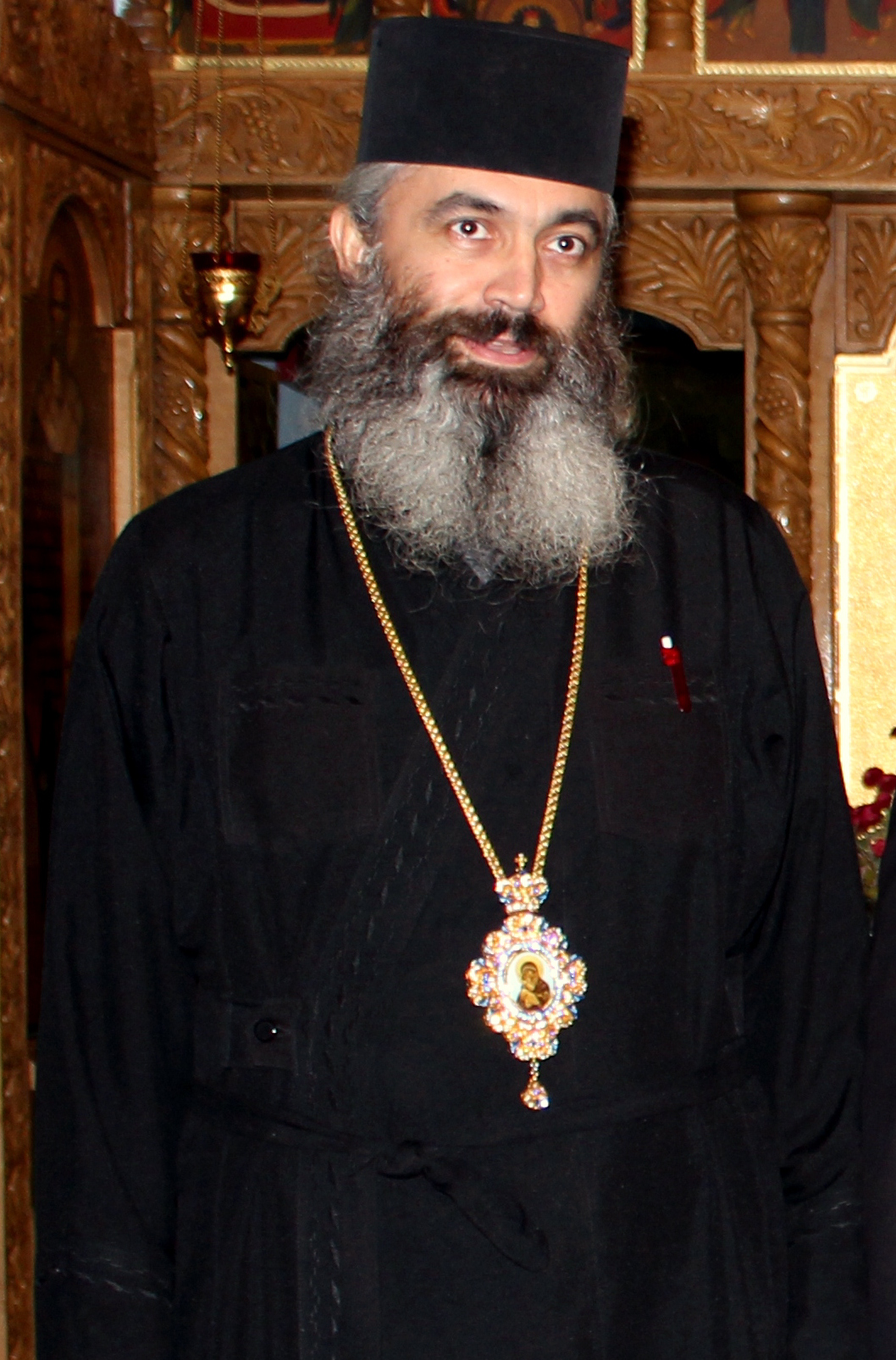
Antonie Telembici Episcop de Bălţi
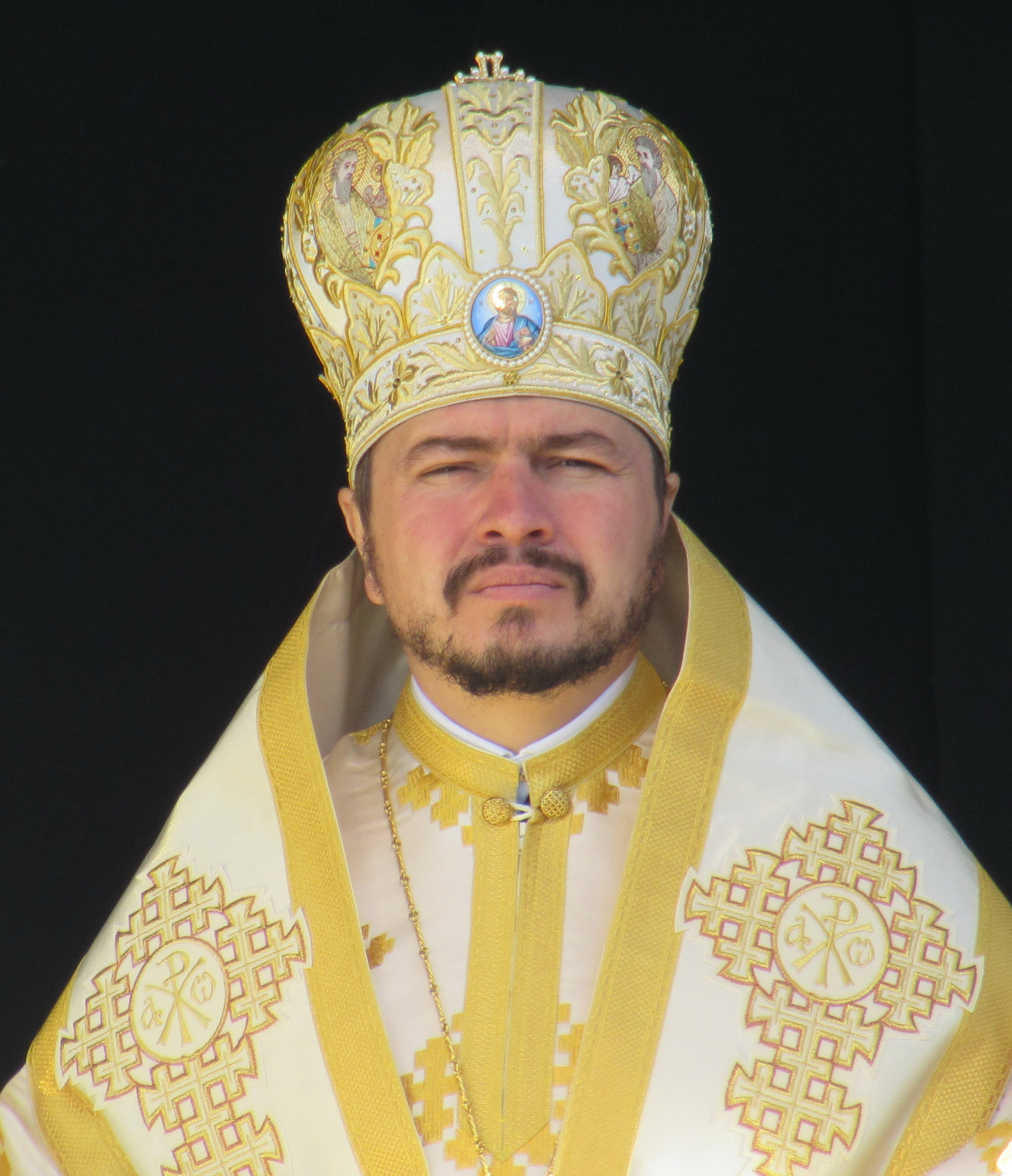
Veniamin Goreanu Episcop al Basarabiei de Sud
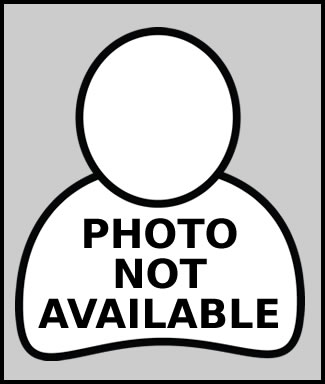
Ieronim Creţu Episcop (administrator) al Daciei Felix
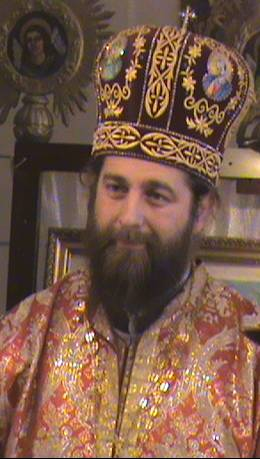
Siluan Mănuilă Episcopul ortodox român al Ungariei
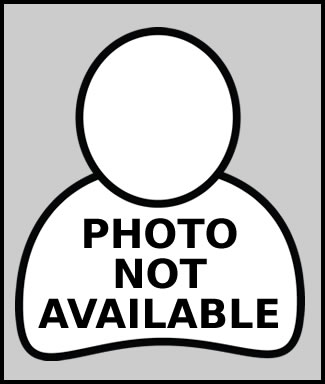
Siluan Șpan Episcopul ortodox român al Italiei
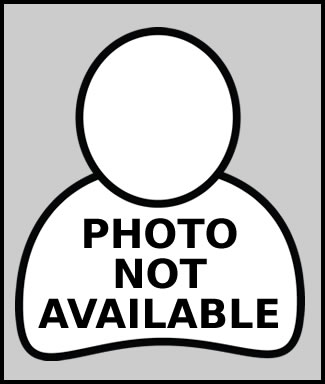
Timotei Lauran Episcopul ortodox român al Spaniei și Portugaliei
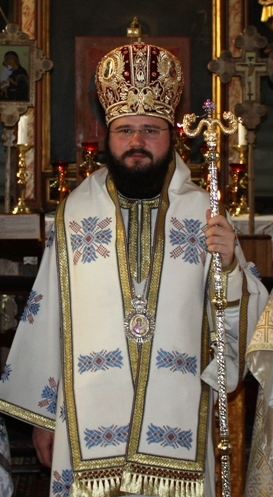
Macarie Drăgoi Episcopul ortodox român al Europei de Nord
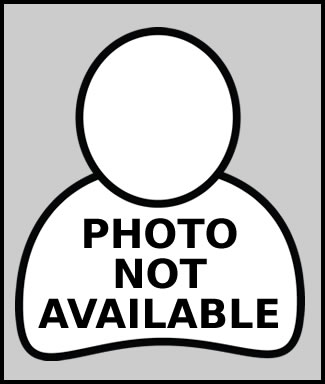
Mihail Filimon Episcopul ortodox român al Australiei și Noii Zeelande
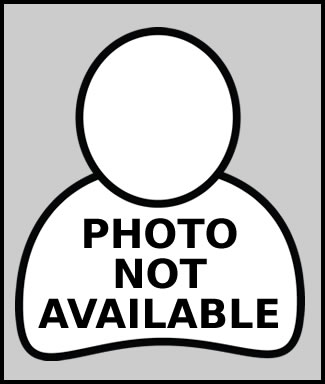
Ioan Casian Tunaru Episcopul ortodox român al Canadei
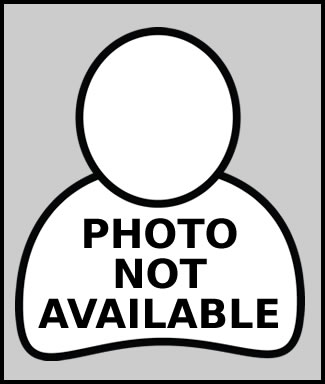
Nectarie Petre Episcopul ortodox român al Irlandei și Islandei

## Episcopi-vicari patriarhali

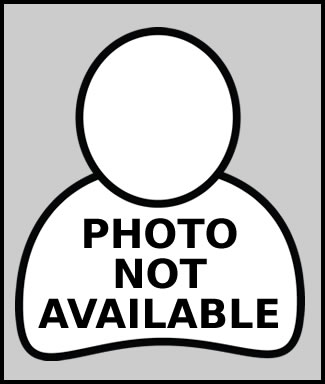
Varlaam Merticariu (Ploieșteanul) Episcop-vicar patriarhal
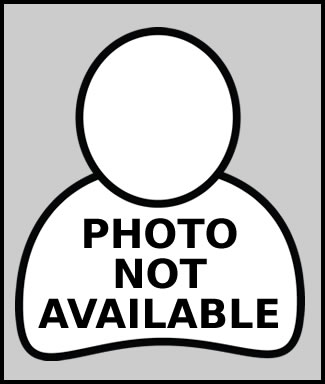
Paisie Teodorescu (Sinaitul) Episcop-vicar patriarhal

## Episcopi-vicari

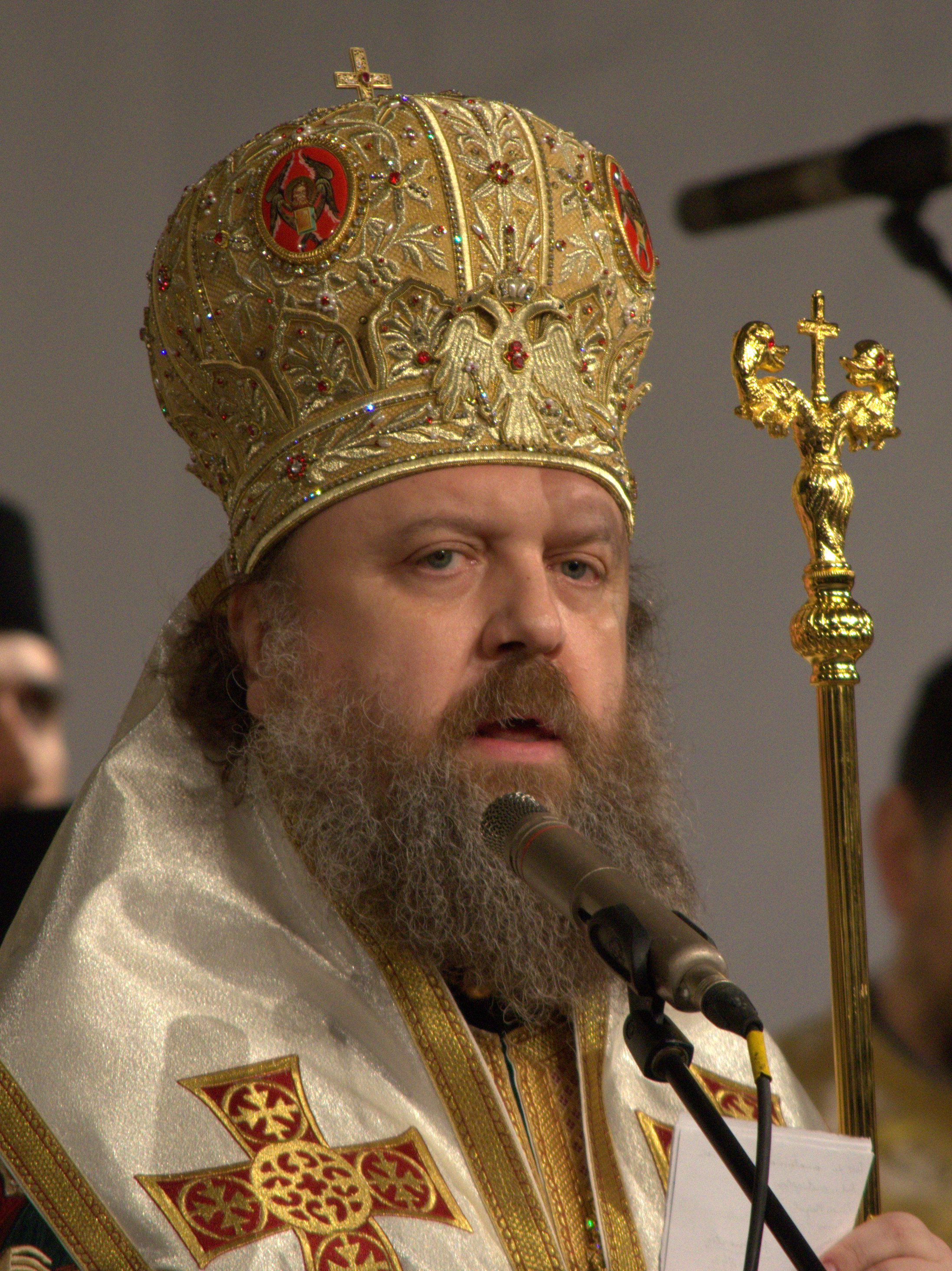
Timotei Aioanei (Prahoveanul) Episcop-vicar al Arhiepiscopiei Bucureştilor
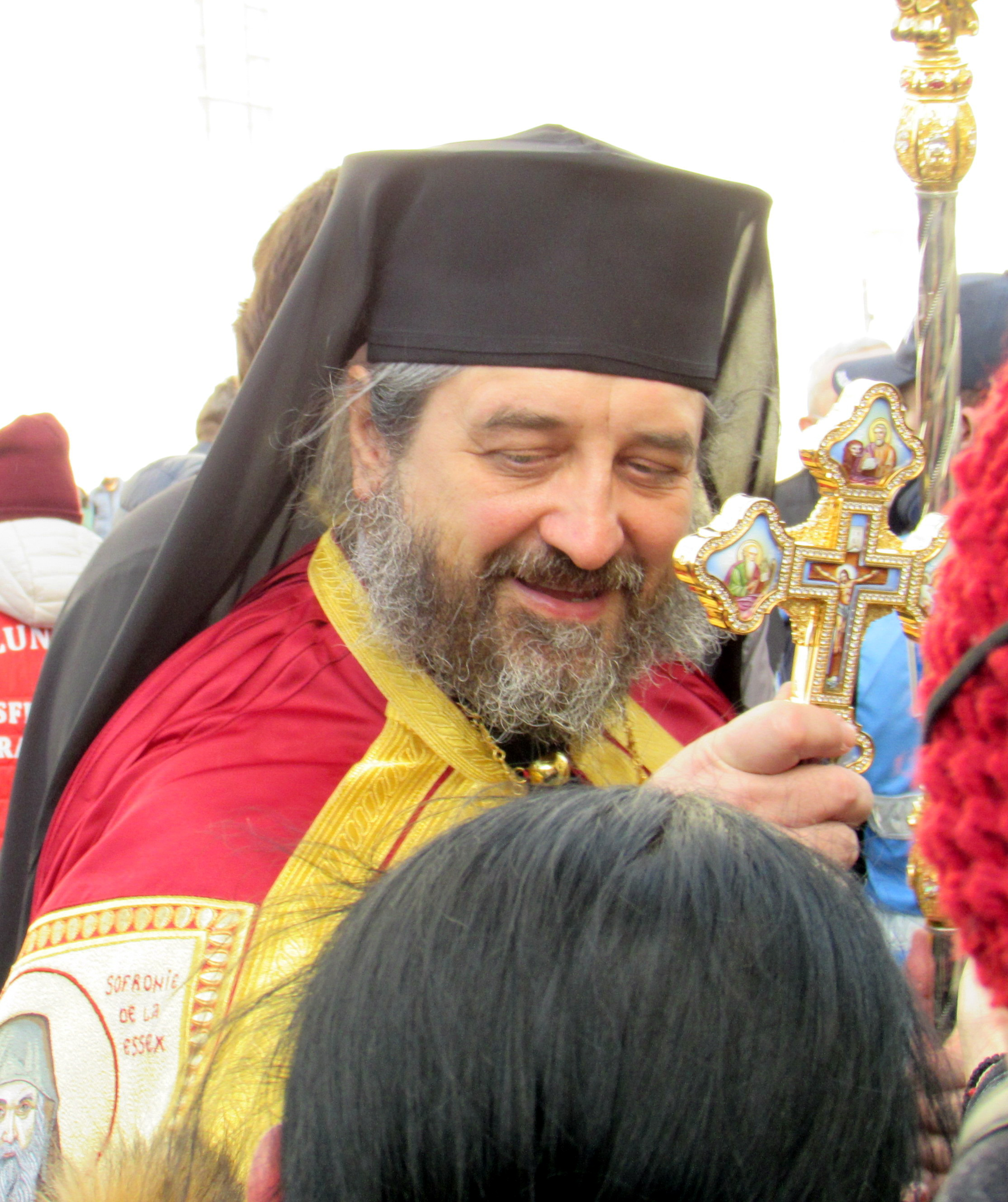
Nichifor Horia (Botoșăneanul) Episcop-vicar al Arhiepiscopiei Iaşilor
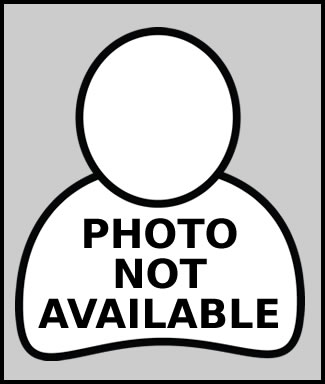
Ilarion Urs (Făgărășanul) Episcop-vicar al Arhiepiscopiei Sibiului
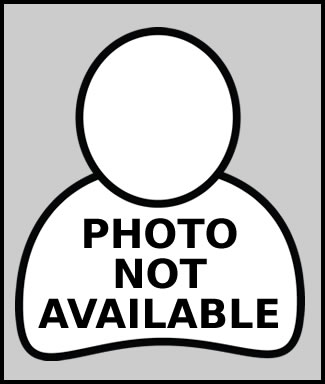
Samuel Cristea (Bistrițeanul) Episcop-vicar al Arhiepiscopiei Vadului, Feleacului şi Clujului
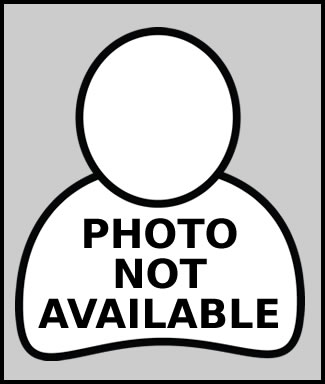
Paisie Gheorghe (Lugojeanul) Episcop-vicar al Arhiepiscopiei Timişoarei
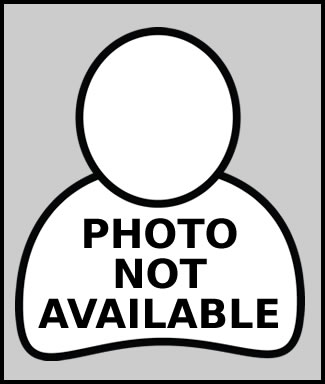
Nectarie Clinci (de Bogdania) Episcop-vicar al Arhiepiscopiei Chișinăului
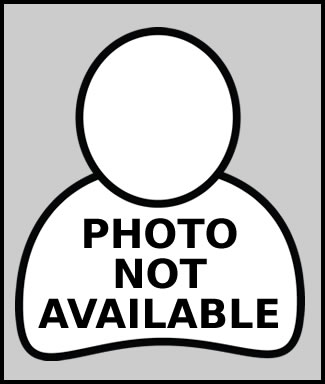
Damaschin Luchian (Dorneanul) Episcop-vicar al Arhiepiscopiei Sucevei și Rădăuților
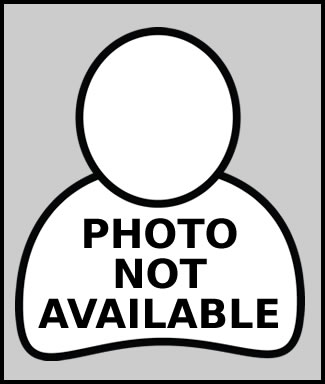
Teofil Anăstăsoaie (Trotușanul) Episcop-vicar al Arhiepiscopiei Romanului și Bacăului
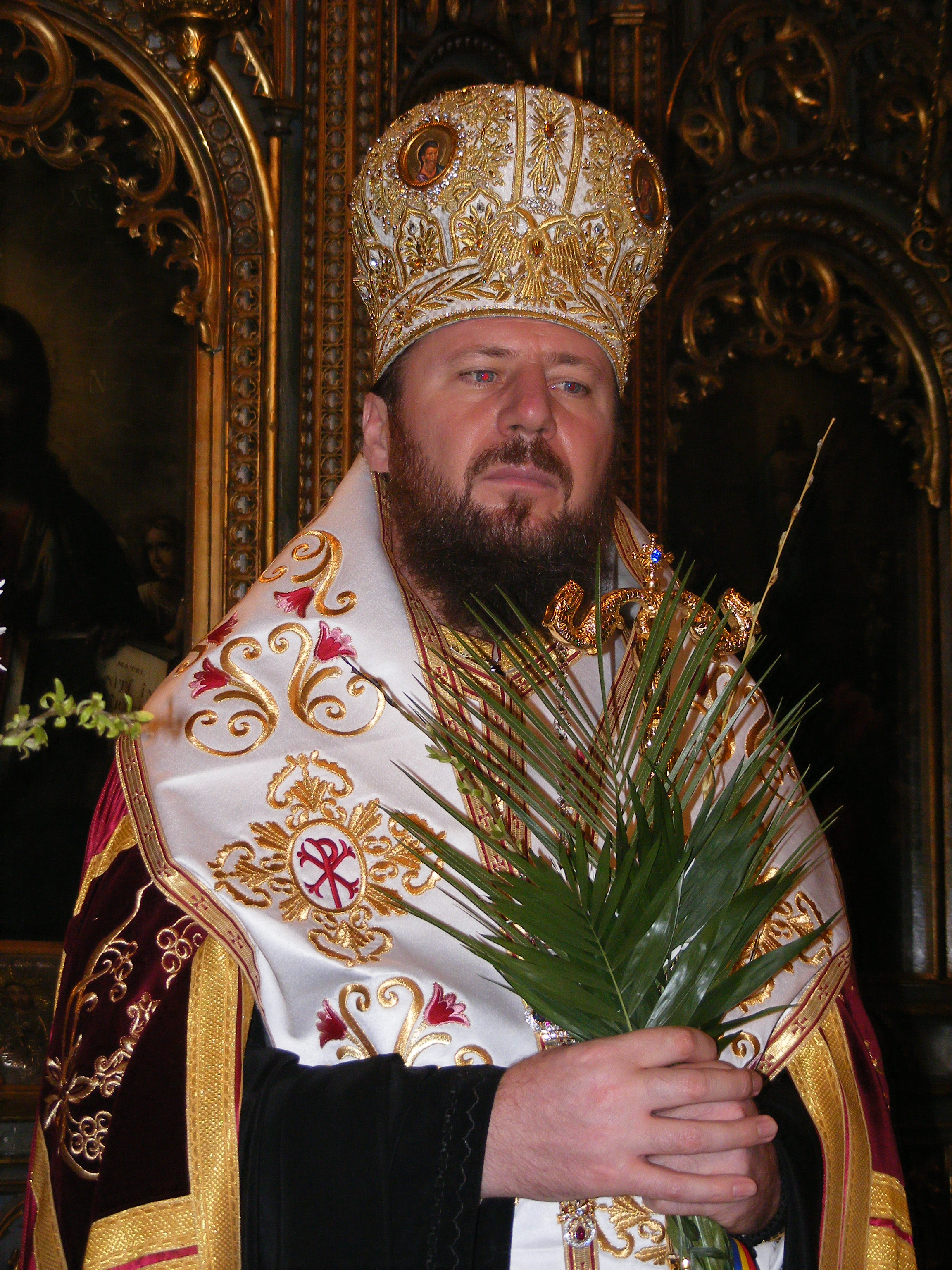
Emilian Nica (Crișanul) Episcop-vicar al Arhiepiscopiei Aradului
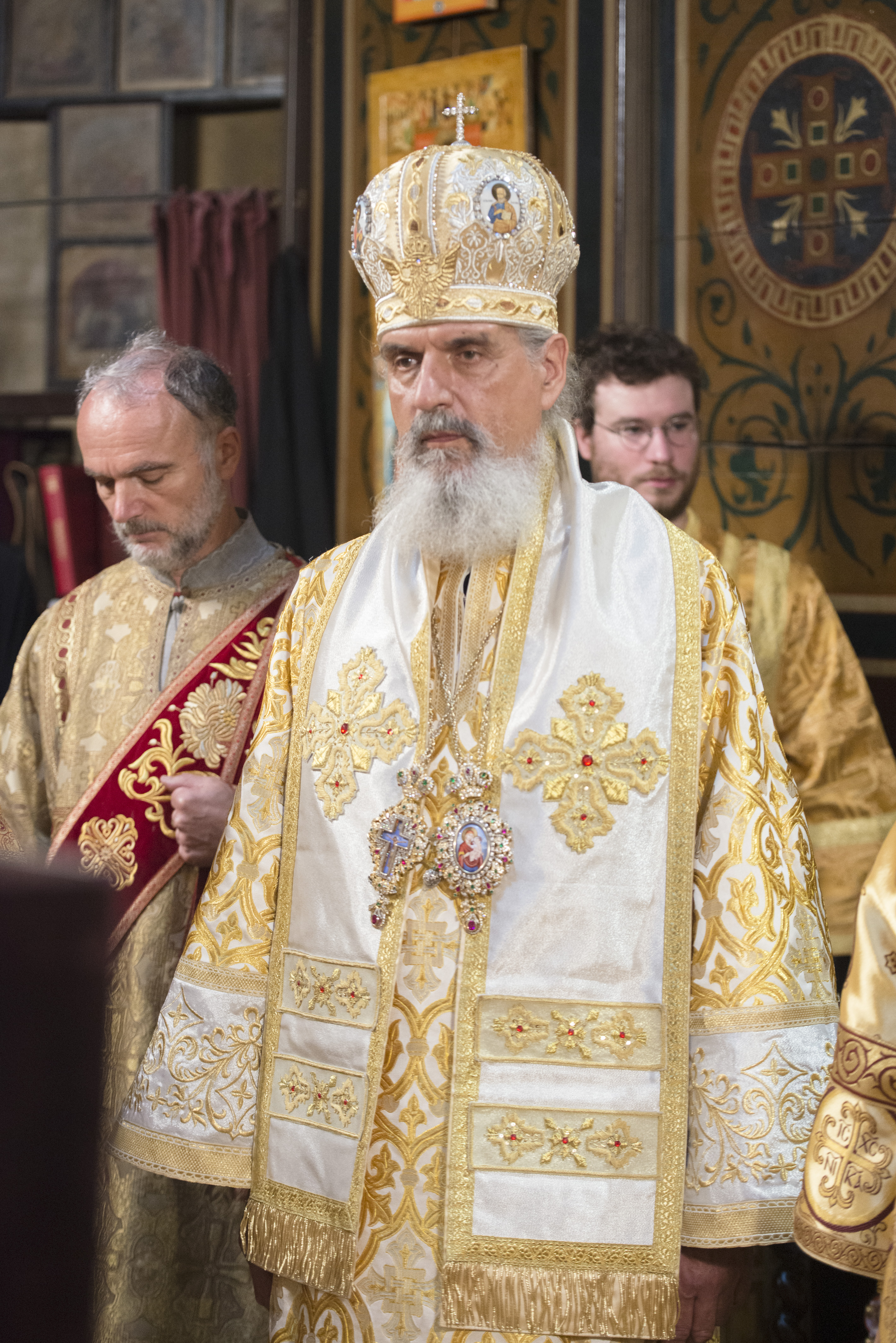
Marc Alric (Nemțeanul) Episcop-vicar al Arhiepiscopiei Ortodoxe Române a Europei Occidentale
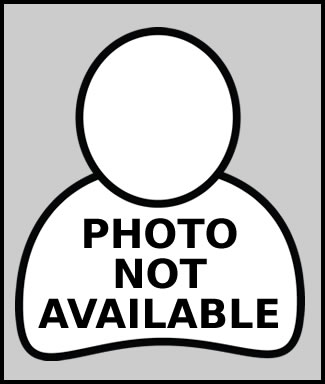
Sofian Pătrunjel (Brașoveanul) Episcop-vicar al Arhiepiscopiei Ortodoxe Române a Germaniei, Austriei şi Luxemburgului

## Arhierei vicari

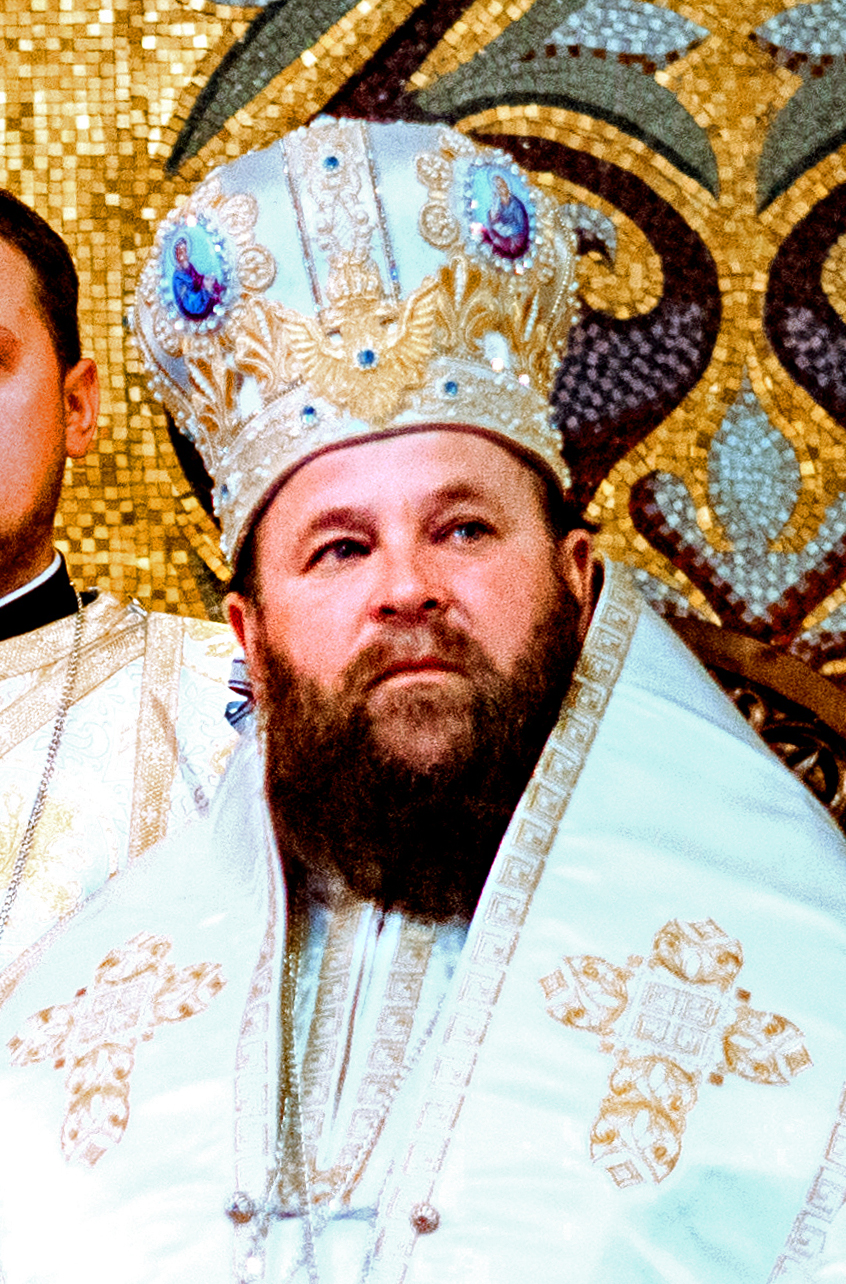
Timotei Bel (Sătmăreanul) Arhiereu-vicar al Episcopiei Maramureșului și Sătmarului
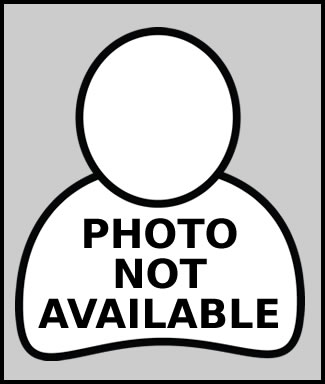
Gherontie Ciupe (Hunedoreanul) Arhiereu-vicar al Episcopiei Devei și Hunedoarei
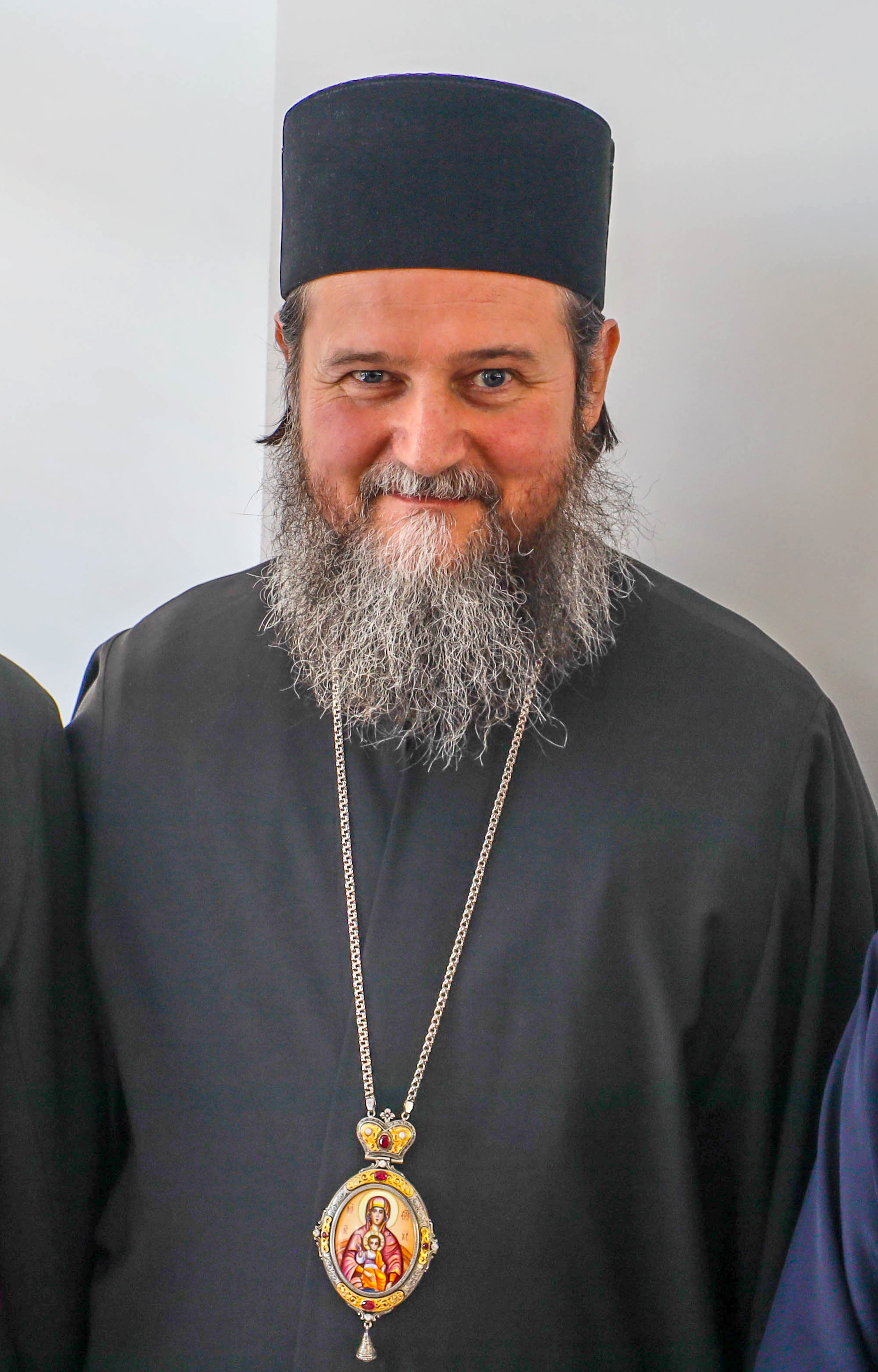
Teofil Roman (de Iberia) Arhiereu-vicar al Episcopiei Ortodoxe Române a Spaniei și Portugaliei

## Foști membri ai Sf. Sinod (în viață)
- Petroniu Florea, fost episcop al Sălajului
- Corneliu Onilă, fost episcop al Hușilor
- Daniil Stoenescu, fost episcop al Daciei Felix